# Colman James Barry
Colman James Barry OSB (* 29. Mai 1921 in Lake City; † 7. Januar 1994 in Collegeville) war ein US-amerikanischer römisch-katholischer Kirchenhistoriker.

## Leben
Er trat 1943 in den Benediktiner der St. John’s Abbey in Collegeville, Minnesota, ein und wurde 1947 zum Priester geweiht. Als Student von John Tracy Ellis an der Catholic University of America promovierte er 1953. An der Saint John’s University unterrichtete er von 1951 bis 1966 Geschichte und war von 1964 bis 1971 Präsident.

## Schriften (Auswahl)
- The Catholic University of America, 1903–1909. The rectorship of Denis J. O’Connell. Washington, DC 1950, OCLC 871457806.
- The Catholic Church and German Americans. Milwaukee 1953, OCLC 1148197140.
  - Geburtswehen einer Nation. Peter Paul Cahensly und die Einbürgerung der katholischen deutschen Auswanderer in Kirche und Nation der Vereinigten Staaten von Amerika. Hamburg 1971, OCLC 894963007.
- American nuncio: Cardinal Aloisius Muench. Collegeville 1969, OCLC 617241579. archive.org
- Upon these rocks. Catholics in the Bahamas. Collegeville 1973, ISBN 0-8146-0812-4.
- Worship and work. Saint John’s Abbey and University, 1856–1992. Collegeville 1993, ISBN 0814611230.